# Pandoro
Le pandoro (de l'italien pane d'oro, « pain d'or »)  est un gâteau de Noël italien originaire de Vérone. Son origine serait ancienne, connu par les Romains et la recette du pan de oro vénitien du XIIIe siècle.

## Histoire
Le pandoro est apparu au XIXe siècle et remplaça peu à peu le nadalin des Noëls véronais. Le 14 octobre 1894, Domenico Melegatti déposa un brevet portant sur un gâteau tendre et de couleur dorée, parfumé à la vanille, de la forme d’un cône tronqué et dont la section est une étoile à huit branches. C’est maintenant, avec le panettone, l'un des gâteaux de Noël les plus populaires en Italie. Le gâteau se compose de farine, d'eau et d'huile d'olive.
Traditionnellement, le pandoro est dépourvu de toute garniture, simplement saupoudré de sucre glace. Les producteurs ont cependant développé des variantes pour se démarquer de leurs concurrents : crèmes diverses ou encore pépites ou glaçage au chocolat.
Le sucre glace est généralement fourni avec les pandoro industriels dans un sachet séparé, pour éviter qu’il se répande dans le carton d’emballage et parce qu’un contact prolongé avec le gâteau dénaturerait la saveur et l'aspect de l'ensemble.